# Ислам в Гане
Ислам появился на территории современной Ганы в 1390-х годах. Распространение ислама в Средневековье обусловлено прежде всего торговыми связями с североафриканскими берберами. С XV века ислам стал распространяться в северной части страны.
В начале XIX века число мусульман значительно выросло за счёт массового притока мусульманских беженцев из северной Нигерии, которые бежали от джихада хауса и фульбе. Несмотря на распространение с 1970-х годов в Африке исламизма, сосуществование мусульман и христиан в Гане остаётся мирным.
Мусульмане проживают преимущественно на севере страны. Ислам распространён среди этнических групп фульбе, гурма, хауса, лоби, буса, вала, дагомба, мампруси. В ходе переписи 2010 года 17,6 % населения страны назвали себя мусульманами. Мусульманское сообщество утверждает, что количество мусульман в стране составляет 30 %.
В Гане распространён маликитский мазхаб, но есть и группа шафиитов. Суфизм не получила широкого распространения в Гане, но среди имеющихся суфийских братств (тарикатов) распространены тиджания и кадырия. В 1924 году в Аккре было образовано исламское ахмадийское движение (около 10 % мусульман). В стране также представлены шииты (около 6 %) и ваххабиты.
Работающий в Гане мусульманский совет, помогает мусульманам решать их религиозные и социально-экономические вопросы, а также организует паломничество в Мекку (хадж). Руководство страны помогает верующим в священный для мусульман месяц Рамадан. В районах и городах со значительным мусульманским населением работают исламские или арабские школы, предлагающие получить начальное и среднее религиозное образование.